# Kreisgrabenanlage Egeln
Die Kreisgrabenanlage Egeln ist eine endneolithisch-frühbronzezeitliche Kreisgrabenanlage bei Egeln im Salzlandkreis, Sachsen-Anhalt. Sie befindet sich unmittelbar westlich der Bode.

## Forschungsgeschichte
Die Anlage wurde bei einer Luftbildprospektion des Landesamtes für Denkmalpflege und Archäologie Sachsen-Anhalt entdeckt. 2005 erfolgte eine Probegrabung durch das Institut für Kunstgeschichte und Archäologien Europas der Martin-Luther-Universität Halle-Wittenberg unter der Leitung von André Spatzier. Die Grabung erfolgte auf zwei Flächen: Eine von 21 × 10 m im Südwesten und eine von 15 × 5,5 m im Südosten.

## Befunde
Die Anlage besteht aus einem einfachen Graben mit einem Durchmesser von etwa 65 m. Sie besitzt wenigstens zwei Öffnungen nach Westnordwest und nach Südost, wobei nur letztere bislang ergraben wurde. Die nördliche Hälfte der Anlage wurde offenbar kurz nach der Luftbildprospektion durch landwirtschaftliche Tätigkeit und Erosion zerstört. Bei einer geomagnetischen Untersuchung im Vorfeld der Grabung konnten in diesem Bereich keine Befunde mehr festgestellt werden. Auch die Frage nach einer weiteren Öffnung, die im Luftbild möglicherweise zu erkennen ist, bleibt somit ungeklärt. Der Graben wurde als Sohlgraben angelegt. Er hat eine erhaltene Tiefe zwischen 0,7 m und 0,8 m und eine Breite zwischen 2,0 m und 2,5 m. Er war mit dunkelbraunem Humus verfüllt, der in den untersten 10–30 cm Einlagerungen aus Kies und Kies-Humus-Gemisch auswies.
Im Inneren des Kreisgrabens und in seinem südwestlichen Vorfeld wurden zahlreiche Gruben festgestellt. Weiterhin waren bereits im Luftbild zwei eingeebnete Grabhügel deutlich sichtbar: Einer südlich und ein etwas kleinerer ostsüdöstlich der Anlage.

## Funde
An Funden traten im Kreisgraben Knochen, Feuersteinartefakte und Keramikscherben zutage. Letztere waren allerdings nicht sehr aussagekräftig und konnten lediglich allgemein als vorgeschichtlich bestimmt werden. Weitaus zahlreicher waren die Funde aus den Gruben. Hierbei handelte es sich um Knochen, darunter ein Großsäugerskelett und ein vollständiges Skelett eines Caniden. Weiterhin wurden Keramik, Hüttenlehm, Feuersteinartefakte und Fragmente von Webgewichten entdeckt.

## Datierung
Mittels Radiokarbonmethode konnten einige der Kochen auf 2350–2030 cal. BC datiert werden. Die Kreisgrabenanlage gehört damit in die Übergangszeit vom Endneolithikum zur frühen Bronzezeit. Für die nicht ergrabenen Grabhügel wird eine ähnliche Zeitstellung angenommen. Die Gruben können anhand des typischen Fundmaterials in die späte Bronzezeit datiert werden.